# Dagmar Lühmann
Dagmar Lühmann (* 1961) ist eine deutsche Medizinerin und Wissenschaftlerin auf dem Gebiet des Health Technology Assessments. Sie war von 2017 bis 2019 Vorsitzende des Netzwerks Evidenzbasierte Medizin und gilt als eine der Wegbereiterinnen der Evidenzbasierten Medizin in Deutschland.

## Werdegang
Dagmar Lühmann absolvierte von 1980 bis 1983 eine Krankenpflegeausbildung am Lehrinstitut für Gesundheitsberufe in Bad Hersfeld. Danach studierte sie bis 1990 Medizin an der Medizinischen Hochschule Lübeck und arbeitete in Teilzeit in der Krankenpflege am Universitätsklinikum Lübeck. In den Jahren 1990 und 1991 forschte sie im Rahmen eines Promotionsstipendium des Landes Schleswig-Holstein. Von 1991 bis 1995 war sie ärztlich und wissenschaftlich am Institut für Immunologie und Transfusionsmedizin des Universitätsklinikums Schleswig-Holstein tätig. 1996 wurde sie mit einer Arbeit über den Einfluss einer gewerblichen Exposition gegenüber metallischem Quecksilber auf das menschliche Immunsystem zur Dr. med. promoviert.
Von 1996 bis 2012 war Lühmann wissenschaftliche Mitarbeiterin von Hans-Heinrich Raspe am Lübecker Universitätsinstitut für Sozialmedizin tätig. In dieser Zeit war sie mitverantwortlich für die Konzeption und Durchführung der ersten deutschsprachigen Lehrkurse für Evidenzbasierte Medizin und an der Entwicklung des Netzwerks Evidenzbasierte Medizin beteiligt.
Dagmar Lühmann arbeitet seit 2013 als wissenschaftliche Mitarbeiterin am Institut für Allgemeinmedizin des Universitätsklinikums Hamburg-Eppendorf. Ihr wissenschaftlicher Schwerpunkt ist die Medizintechnik-Folgenabschätzung (Health Technology Assessment).

## Veröffentlichungen (Auswahl)
- Matthias Perleth, Reinhard Busse, Sabine Fuchs, Ansgar Gerhardus, Bernhard Gibis, Dagmar Lühmann (Herausgeber). Health Technology Assessment. Konzepte, Methoden, Praxis für Wissenschaft und Entscheidungsfindung. 3. Auflage. Berlin, Med. Wiss. Verlagsgesellschaft  MWV 2023. ISBN 978-3-95466-820-5